# カップリング・ワースト
『カップリング・ワースト』は、MUCCのベストアルバム。2009年8月19日にユニバーサルミュージックから発売された。

## 概要
シングル「雨のオーケストラ」期以前の主にシングルのカップリング楽曲をリマスタリング収録している。

## 収録曲
1. 語り部の詩
（作詞：逹瑯/作曲：YUKKE）
  - 10thシングル「雨のオーケストラ」に収録。
2. 死生、命あり
（作詞・作曲：ミヤ）
  - 10thシングル「雨のオーケストラ」に収録。
3. 月の砂丘
（作詞：逹瑯/作曲：逹瑯、ミヤ）
  - 9thシングル「ココロノナイマチ」に収録。
4. ぬけがら
（作詞：ミヤ/作曲：SATOち、ミヤ）
  - 8thシングル「モノクロの景色」に収録。
5. 夢死
（作詞・作曲：ミヤ）
  - 7thシングル「路地裏 僕と君へ」に収録。
6. 儚くとも
（作詞・作曲：逹瑯）
  - 6thシングル「我、在ルベキ場所」に収録。2017年発売の『殺シノ調べII This is NOT Greatest Hits』にて再録されている。
7. 商業思想狂時代考偲曲(70's ver.)
（作詞・作曲：ミヤ）
  - 6thシングル「我、在ルベキ場所」Cタイプに収録。
8. 水槽
（作詞・作曲：ミヤ）
  - 2ndアルバム「葬ラ謳」の限定盤に収録。
9. 君に幸あれ
（作詞：逹瑯/作曲：ミヤ）
  - 4thシングル「負ヲ讃エル謳」に収録。
10. 五月雨
（作詞・作曲：ミヤ）
  - 2ndシングル「赤盤」に収録。
11. 嘘で歪む心臓
（作詞：逹瑯/作曲：YUKKE、ミヤ）
  - 3rdシングル「青盤」に収録。
12. 砂の城
（作詞・作曲：逹瑯）
  - アルバム『痛絶』の初回盤に収録。
13. 黒煙
（作詞：逹瑯/作曲：ミヤ）
  - オムニバスアルバム『NON STANDARD FILE〜@6Sight〜』に収録。
14. 廃
（作詞・作曲：雅）
  - 1stシングル「娼婦/廃」に収録。
15. 焼け跡
（作詞・作曲：雅）
  - ミニアルバム『アンティーク』2nd Pressに収録。